# Loèche
Ne pas confondre avec la commune, proche, de Loèche-les-Bains.
Loèche, appelée en allemand Leuk, est une commune suisse du canton du Valais, chef-lieu du district du même nom.

## Géographie

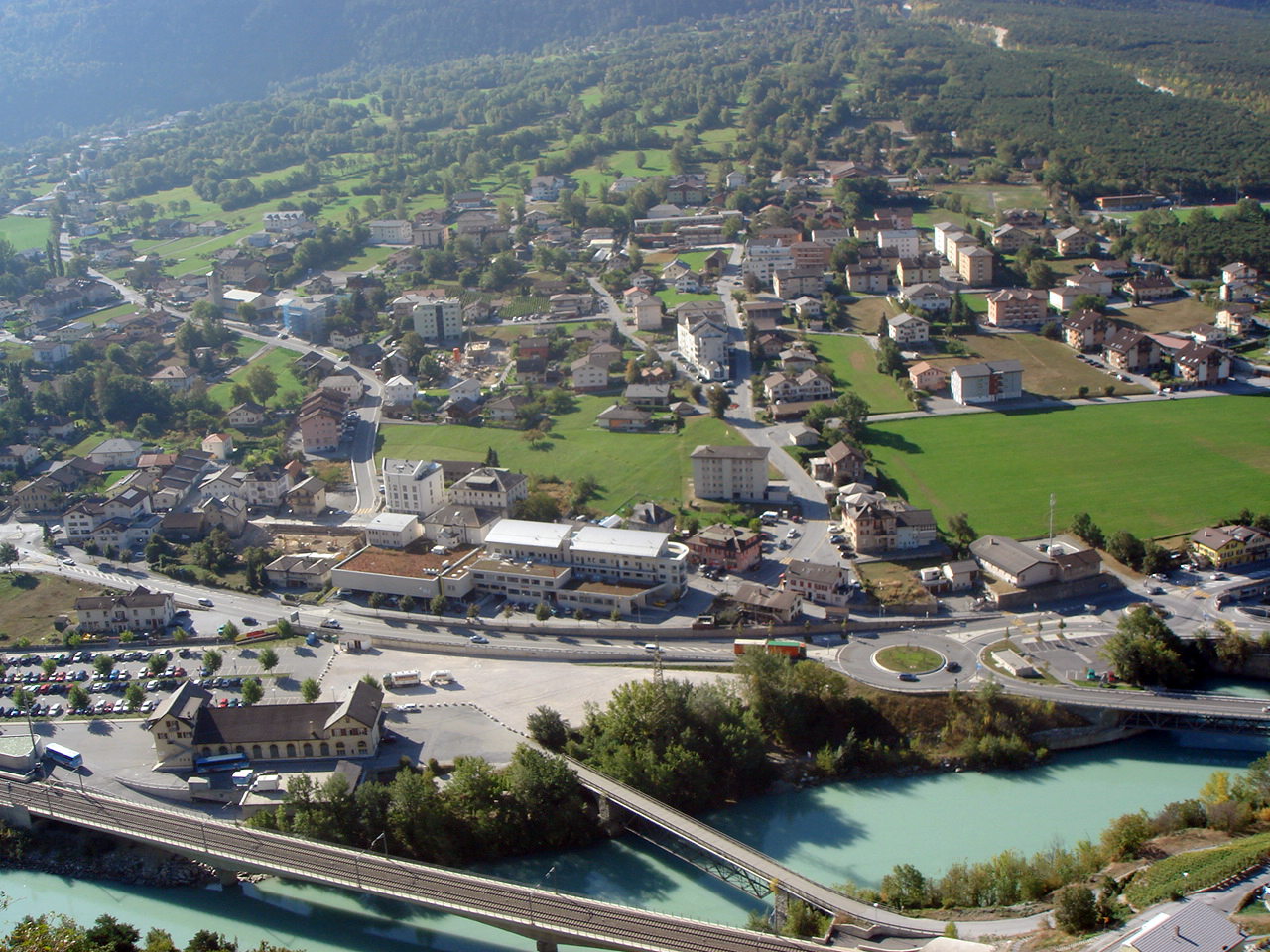
Vue sur La Souste.

Le territoire de Loèche s'étend sur 55,36 km2. Lors du relevé de 2013-2018, les surfaces d'habitations et d'infrastructures représentaient 6,8 % de sa superficie, les surfaces agricoles 20,2 %, les surfaces boisées 46,2 % et les surfaces improductives 26,9 %.
La ville de Loèche se trouve sur un coteau orienté vers le sud, à un point qui marque un léger virage dans la vallée du Rhône, visible jusqu'à Martigny. Elle est surplombée par un plateau sur lequel est implantée une importante station de réception satellitaire.
Le vignoble de Loèche produit de la Petite Arvine (Château Lichten), du Pinot noir (Reijjen), du Fendant et d'autres crus typiques du terroir valaisan. Un chemin du vignoble (66 km) part de Loèche et s'achève à Martigny.
Loèche est une des rares communes valaisannes à s'étendre sur les deux rives du Rhône. Sur la rive gauche (au sud) se trouve, en plaine, la localité de La Souste, au bas d'un immense cône de déjection provoqué par les alluvions amenés par l'Illgraben. Sur la partie orientale du torrent se trouve un grand bocage et sur la partie occidentale commence la forêt de Finges. La forêt de Finges ou bois de Finges (en allemand : Pfynwald) est l'une des plus grandes pinèdes d’Europe centrale ; elle constitue une réserve appelée à obtenir le statut de « Parc naturel » au niveau national. Dans cette forêt se trouve le monument commémorant la bataille de Finges.
Que ce soit dans le lit du Rhône (non canalisé), le bois de Finges ou les prairies sèches et falaises du coteau, Loèche est un site important de nidification pour les oiseaux et un centre d'observation ornithologique.

## Histoire

Photo aérienne historique de Werner Friedli de 1949.

La région est déjà habitée à l'époque pré-celtique ; l'origine de son nom, quelque peu incertaine, remonte à cette époque. Françoise Bader, pour qui la racine indo-européenne de la « lumière » serait *leu- et non *leuk-, qui a aussi donné le nom du dieu Lug, signifierait « le lumineux »,. En gaulois, leucos signifiait « clair, brillant ». C'est en 515 apr. J.-C. que l'on trouve pour la première fois la mention de Loèche (Leuca) dans un document d'archive. Le foyer romain, la crypte avec sa paroi aux crânes de plus de 20 mètres de long et l'église gothique de Saint-Étienne sont des témoins bien conservés du passé de Loèche. Ce sont les Romains qui introduisent la culture de la vigne. Du fait de sa position centrale, Loèche a, de tous temps, été une plaque tournante. Le col de la Gemmi a fait l'objet d'aménagements de la part des Romains qui l'ont beaucoup utilisé.
En 1142, Loèche passe sous le contrôle de la principauté épiscopale de Sion. Durant de nombreuses années, le Château de l'Évêché sert de résidence d'été à l'évêque. Loèche semble avoir obtenu ses franchises et son statut de cité indépendante vers 1260. Les armoiries de Loèche représentent un griffon. Il est composé d'un lion, roi des animaux terrestres et d'un aigle, roi des airs. Sa domination s'étend sur la terre et dans les airs.
Au Moyen Âge et durant la Renaissance, on comptait à Loèche plus de vingt moulins, dont la Hammerschmiede (construite en 1632 sur le Tschambong). À cette période, la cité était aussi un centre politique dans laquelle plus de vingt avocats tenaient étude.
Loèche a été le centre du mouvement de la Réforme protestante en Valais mené par Michael Mageran. Sous son impulsion, le pouvoir temporel et religieux de l'évêque de Sion fut brisé. Cependant, Loèche est finalement restée catholique.
Durant la nuit du 27 mai 1799, la bataille de Finges (1799) opposa les Français et les Haut-Valaisans, qui furent défaits. Il en résulta le pillage de Loèche et du reste du Haut-Valais par l'armée d'occupation française.
Le 1er janvier 2013, l'ancienne commune d'Erschmatt a été intégrée à Loèche.

## Population et société

### Démographie

#### Évolution de la population
La commune compte 4 307 habitants au 31 décembre 2023 pour une densité de population de 78 hab/km2. Sur la période 2010-2023, sa population a augmenté de 17,7 % (canton : 17,0 % ; Suisse : 9,4 %).  

#### Pyramide des âges
En 2023, le taux de personnes de moins de 30 ans s'élève à 29,1 %, au-dessous de la valeur cantonale (31 %). Le taux de personnes de plus de 60 ans est quant à lui de 30,1 %, alors qu'il est de 27,5 % au niveau cantonal.
La même année, la commune compte 2 187 hommes pour 2 120 femmes, soit un taux de 50,8 % d'hommes, supérieur à celui du canton (49,9 %).
| Hommes | Classe d’âge | Femmes |
| ------ | ------------ | ------ |
| 0,5    | 90 ans ou +  | 1,1    |
| 8,5    | 75 à 89 ans  | 10,0   |
| 18,6   | 60 à 74 ans  | 21,4   |
| 21,0   | 45 à 59 ans  | 19,6   |
| 20,9   | 30 à 44 ans  | 20,4   |
| 15,7   | 15 à 29 ans  | 13,5   |
| 14,9   | - de 14 ans  | 14,0   |

| Hommes | Classe d’âge | Femmes |
| ------ | ------------ | ------ |
| 0,6    | 90 ans ou +  | 1,3    |
| 8,0    | 75 à 89 ans  | 10,1   |
| 17,1   | 60 à 74 ans  | 17,9   |
| 21,0   | 45 à 59 ans  | 20,7   |
| 21,3   | 30 à 44 ans  | 20,1   |
| 17,3   | 15 à 29 ans  | 16,0   |
| 14,7   | - de 14 ans  | 14,0   |

### Langues
Bien que germanophone à 86,9%, la région de Loèche a une minorité francophone de 12,3%.

## Culture et patrimoine

### Patrimoine bâti
- Hôtel de ville (pentagonal)
- Château épiscopal, avec des aménagements contemporains Mario Botta
- Château De Werra, Renaissance
- Tour fortifiée de la Dala
- Pont des Gorges de la Dala : pont construit sur les gorges de la Dala entre 1986 et 1990 pour relier Loèche à Varonne.
- Pont du diable

### Patrimoine religieux

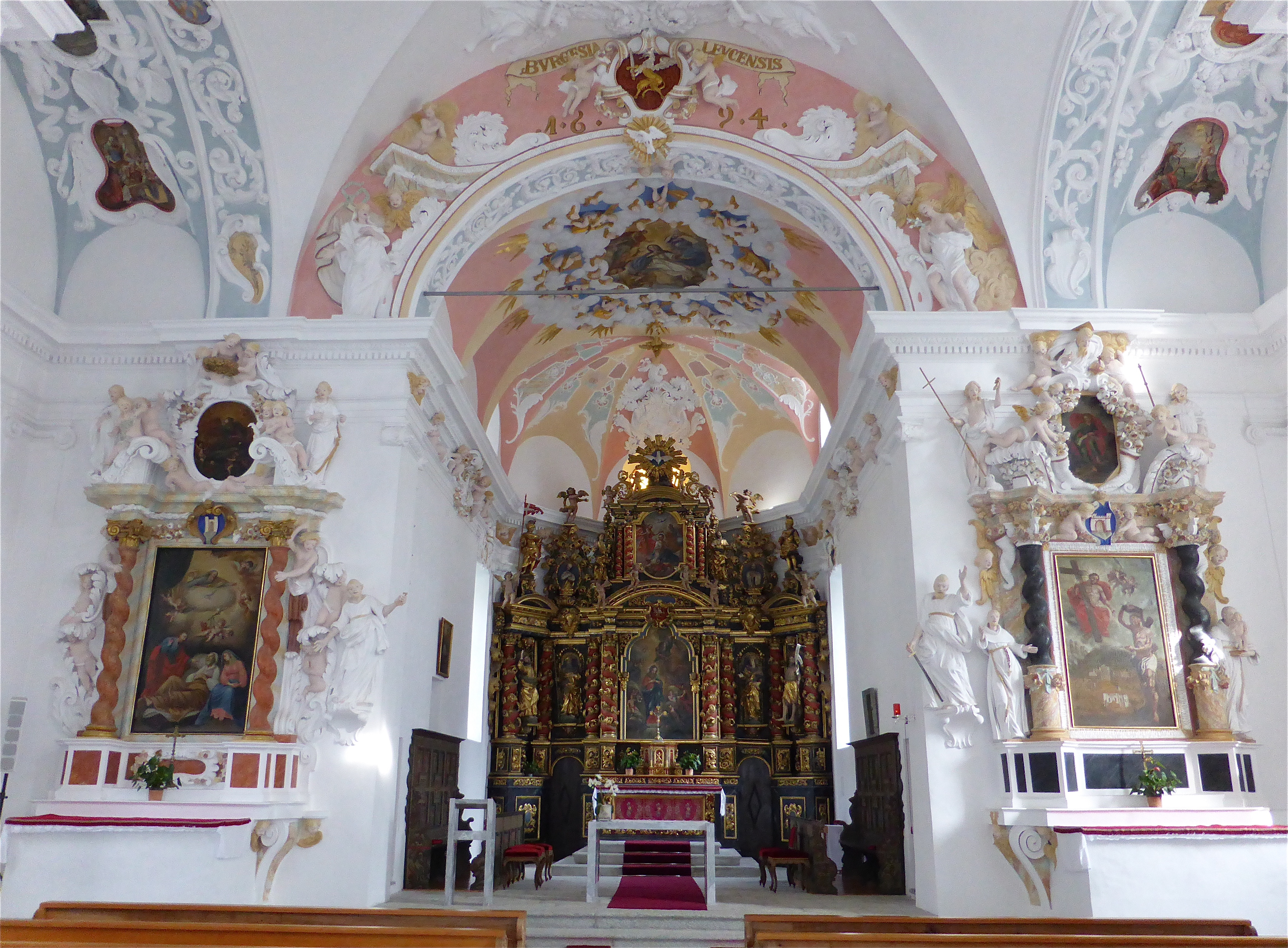
La chapelle Ringacker.

Entre Loèche-ville et La Souste, la chapelle baroque « Ringacker » fut construite en 1694, sur l'emplacement d'une ancienne chapelle, d'un ancien couvent des Augustines, dédié à sainte Catherine et d'un ancien cimetière réservé aux morts de la peste. L'ancienne chapelle était construite hors de toutes habitations, cela était courant à l'époque des grandes pestes de 1629-1630. L'endroit devint un lieu important de pèlerinage et la petite chapelle devint trop petite pour accueillir les fidèles. Elle fut donc détruite tout comme le couvent abandonné par les sœurs et laissa place à la construction de la nouvelle chapelle, l'une des plus belles chapelles baroques du Canton du Valais.
Le maître-autel achevé en 1705, est l’œuvre du sculpteur Johann Sigristen (1653 Brig -1710). Nous pouvons aussi admirer de nombreuses fresques et un orgue, le second plus ancien du Valais après celui de la Basilique de Valère.
Le nom de Ringacker vient de « Ringmauer », mur qui entourait le cimetière de l'époque et qui donna le « Ringacker », le champ emmuré.
En 1953, à la suite d'une importante tempête, l'édifice fut endommagé. Grâce au Patrimoine suisse et à l’État du Valais, une restauration fut entreprise et terminée en 1960. Une nouvelle restauration fut réalisée en 1997 et en 2016, c'est une restauration des murs extérieurs qui est réalisée.
Se situent également à Loèche :
- Église paroissiale Saint-Étienne, gothique, avec un clocher roman : fresques, chaire et autel des Mages sculptés, statuaire ; crypte archéologique ; ossuaire (avec fresque : danse des morts)
- Chapelle baroque de pèlerinage « Ringacker » : stucs, fresques, autel majeur sculpté

### Héraldique
| Blason | Blasonnement : « De gueules au griffon d'or armé et lampassé d'argent, tenant une épée du même. » |

Les armoiries de Loèche sont tirées de celles d’Aymon d’Ayent, major de Loèche en 1275 et dont le sceau comportait un griffon tenant un glaive. Ces armes sont utilisées en 1446 pour représenter le dizain de Loèche au bas des Articles de Naters. Elles apparaissent également sur les thalers frappés entre 1498 et 1528, dans la chronique de Johannes Stumpf de 1548 et sur une gravure représentant Loèche de M. Merian datée de 1642.